# Вільгельм фон Штубенраух
Вільгельм Юстус Едлер фон Штубенраух ( Wilhelm Justus Edler von Stubenrauch; 10 жовтня 1887, Еберманнштадт, Німецька імперія — 1 листопада 1950, Іваново, РРФСР) — німецький офіцер, один із керівників науково-артилерійських досліджень люфтваффе, генерал-лейтенант (1 червня 1942).

## Біографія
19 липня 1907 року вступив в 11-й баварський польовий артилерійський полк. Учасник Першої світової війни, командир батареї. В лютому-березні 1919 командир добровольчої батареї, у березні-квітні 1919 року — добровольчого дивізіону свого полку. 1 жовтня 1920 року вступив в поліцію Мюнхена, з 1 серпня 1934 року — начальник 1-ї секції поліції Нюрнберга-Фюрта. 1 серпня 1935 року переведений в люфтваффе. З 1 жовтня по 31 грудня 1936, з 1 квітня 1938 по 4 жовтня 1940 і з 5 травня 1941 по 6 травня 1945 року — начальник Імперського інституту протиповітряної оборони. В 1937 році командував 1-м дивізіоном 11-го зенітного полку, в 1937/38 роках — 25-м зенітним полком. 6 травня 1945 року взятий у полон радянськими військами в Штернберзі (Чехія). 27 червня 1950 року військовим трибуналом військ МВС Московської області засуджений до 25 років таборів. За офіційною версією, помер від загального атеросклерозу та нефросклерозу.

## Нагороди
- Медаль принца-регента Луїтпольда (3 березня 1911)
- Залізний хрест
  - 2-го класу (10 жовтня 1914)
  - 1-го класу (17 грудня 1916)
- Орден «За військові заслуги» (Баварія)
  - 4-го класу з мечами (14 листопада 1915)
  - 4-го класу з мечами і короною (11 серпня 1917)
- Нагрудний знак «За поранення» в чорному (2 січня 1919)
- Почесний хрест ветерана війни з мечами (1934)
- Медаль «За вислугу років у Вермахті» 4-го, 3-го, 2-го і 1-го класу (25 років; 2 жовтня 1936) — отримав 4 медалі одночасно.
- Орден Святої Корони, командорський хрест 1-го класу з військовою відзнакою і мечами (Угорське королівство; 16 вересня 1944)